# 矢口敦也
矢口敦也（日语：／ Yaguchi Atsuya，1976年11月27日—），日本男子残奥冰球运动员。他曾代表日本参加1998年、2002年和2010年冬季残疾人奥林匹克运动会冰橇冰球比赛，其中2010年冬季残奥会获得一枚银牌。